# Грудек (Нижньосілезьке воєводство)
Грудек (пол. Gródek, нім. Grottky, Berghain 1937-1945) — село в Польщі, у гміні Волув Воловського повіту Нижньосілезького воєводства.
Населення — 119 осіб (2011).
У 1975-1998 роках село належало до Вроцлавського воєводства.

## Демографія
Демографічна структура станом на 31 березня 2011 року:
|          | Загалом | Допрацездатний вік | Працездатний вік | Постпрацездатний вік |
| -------- | ------- | ------------------ | ---------------- | -------------------- |
| Чоловіки | 53      | 10                 | 37               | 6                    |
| Жінки    | 66      | 15                 | 38               | 13                   |
| Разом    | 119     | 25                 | 75               | 19                   |